# أوبا ماركيت
شبكة أوبا ماركيت ذ.م.م. هي شبكة من الأسواق المجاورة العاملة في أذربيجان. تمتلك الشركة حاليًا أكثر من 1000 متجر. إنها شبكة السوق الأولى في أذربيجان من حيث عدد الأسواق.

## التاريخ
دخلت شبكة أوبا ماركيت ذ.م.م. وهي عضو في مجموعة شركات ويسل أوغلو سوق التجزئة في أذربيجان في عام 2016 بمفهوم جديد للسوق. والهدف الرئيسي للشبكة هو تزويد الزبائن بالضروريات اليومية بأقل سعر ممكن وجودة عالية.
بدءًا من عام 2020م زادت من عدد  الأنواع أضعافا وتبيع العلامات التجارية المحلية والأجنبية جنبًا إلى جنب مع العلامات التجارية الخاصة بنفسها. مع التغييرات التي يتم تنفيذها من عام 2020م خرجت الشركة من نموذج الخصم ودخلت نموذج السوق المجاورة. وابتداء

## الشعار
قدمت الشركة شعارا جديدا لها بعد أن أعادت تسمية العلامة التجارية في عام 2020م. يتكون شعار أوبا الجديد من ثلاثة مكونات: شعار أوبا اللفظي الشكل الأخضر والسهم الأصفر. واللون الرئيسي لشبكة أوبا ماركيت ذ.م.م. هو اللون الأخضر. والألوان الأخرى للشعار تجعل الأهداف أوضح وأكثر قابلة للفهم. يمثل اللون الأخضر ما تتسم به متاجر أوبا من التنمية والصحة والطبيعة والنضارة والكرم بينما يمثل اللون الأصفر الصداقة والسعا دة والتفاؤل في حين يمثل اللون الأبيض المستخدم لكتابة كلمة أوبا  النقاء والنظافة.
على خلفية التغييرات المستمرة تواصل شبكة أوبا ماركيت ذ.م.م. تقديم خصومات على المنتجات بجانب عرض نموذج سوق مجاور مقتصد.